# República Checa en los Juegos Olímpicos de Pekín 2022
La República Checa estuvo representada en los Juegos Olímpicos de Pekín 2022 por un total de 116 deportistas que competirán en 15 deportes. Responsable del equipo olímpico es el Comité Olímpico Checo, así como las federaciones deportivas nacionales de cada deporte con participación.
Los portadores de la bandera en la ceremonia de apertura fueron el patinador artístico Michal Březina y la jugadora de hockey sobre hielo Alena Mills.

## Medallistas
El equipo olímpico checo obtuvo las siguientes medallas:
| Nombre            | Deporte               | Competición                |
| ----------------- | --------------------- | -------------------------- |
| Oro               |                       |                            |
| Ester Ledecká     | Snowboard             | Eslalon gigante paralelo F |
| Plata             |                       |                            |
| —                 |                       |                            |
| Bronce            |                       |                            |
| Martina Sáblíková | Patinaje de velocidad | 5000 m F                   |